# 炎の青春
『炎の青春』（ほのおのせいしゅん）は、1969年（昭和44年）の5月12日から7月14日にかけて、東宝制作、テアトル・プロ共同制作によって日本テレビ系でカラー放送された東山敬司主演の学園ドラマ。『青春とはなんだ』から始まる東宝青春学園シリーズの『進め!青春』に続く第5弾であるが、放送曜日は従来の日曜日ではなく月曜日であった。

## ストーリー
私立陽光学園は、元女子高だけあって3分の2が女生徒という高校である。その中でも3年C組は女子バスケットボール部のキャプテンである大村映子（梅田智子）をはじめとして女生徒が強いクラスであった。新学期早々、そのC組の担任がベテランの和田先生（佐藤英夫）から新任の猪木豪太郎（東山敬司）と交代することになった。豪太郎は、大学は卒業したものの学生時代に遊び過ぎたために就職試験に全て失敗、仕方なくで高校の教師になったという経緯があった。和田先生はバスケットボール部の部長でもあったために女生徒の猛烈な反発を受け、豪太郎は就任初日に反対デモに会うのだった。1ヶ月先輩の同僚の教師、西村先生（柏木由紀子）から忠告を受けるが、自信過剰な豪太郎は、あえてバスケット部の部長を引き受け生徒たちにぶつかっていくのだった。

## 解説
- 前年（1968年）の『進め!青春』は11回で終了したが、青春学園ドラマの要望は根強く、加えて東宝サイドも、青春スターとして期待され、既に『恋にめざめる頃』[3]などの映画に出演していた新人・東山敬司と、柏木由紀子をコンビとして売り出したいとの思惑があり企画された。しかし視聴率は振るわず、10回で突然打ち切られた。番組打ち切り後は『おーい幸福!』を9月まで放送、月曜20時枠のドラマ路線はこれで事実上終了し、10月からは『NTV紅白歌のベストテン』を開始した。
- 作品の大枠のプロットは、前年12月に黒沢年男（年雄）・酒井和歌子主演で劇場公開された東宝映画『燃えろ!青春』（監督：松森健、脚本：松木ひろし）のものを借りている。
- 最終回は、戦争を題材としており本来は8月放送予定だったと思われる脚本であった。また、ヒロイン教師の柏木由紀子は出演しておらず、脚本上登場するはずもなかった男子生徒を最終シーンに登場させている。
- 脚本家として『3年B組金八先生』で知られる小山内美江子も参加している（第3話より執筆）。
- 生徒役として『でっかい青春』および『進め!青春』からのレギュラーだった梅田智子、徳永礼子、中沢治夫、大谷直らが引き続き出演したほか水谷豊が優等生役として出演している。中沢治夫は“剛達人”と芸名を変えて、日本テレビ系列の東宝青春学園シリーズの次作である『飛び出せ!青春』にもレギュラー出演した。

## 放送データ
- 放送期間：1969年5月12日～1969年7月14日
- 放送時間：毎週月曜日20:00～20:56
- 放送回数：10話
- 放送形態：カラーフィルム作品

## サブタイトル
| 話数   | 放送日 （1969年） | サブタイトル             | 脚本         | 監督     | ゲスト                       |
| ------ | ----------------- | ------------------------ | ------------ | -------- | ---------------------------- |
| 第1話  | 5月12日           | ゲバ旋風で顔合わせ       | 白山進       | 長野卓   | 三城康裕                     |
| 第2話  | 5月19日           | ドンと来い! ヤングパワー | 白山進       | 長野卓   | 田中美恵子 田武謙三          |
| 第3話  | 5月26日           | 豆腐の角はかたかった     | 小山内美江子 | 木俣和夫 |                              |
| 第4話  | 6月2日            | 猪がアクセル踏んだ       | 小山内美江子 | 木俣和夫 | 牟田悌三 二瓶正也            |
| 第5話  | 6月9日            | コブから出た真実         | 押川国秋     | 長野卓   | 小野進也 桜むつ子            |
| 第6話  | 6月16日           | 頑張り野郎にゃ敵わない   | 小山内美江子 | 長野卓   | 竜雷太 東郷晴子              |
| 第7話  | 6月23日           | ニキビの季節             | 小山内美江子 | 木俣和夫 | 二木てるみ 南風洋子 千石規子 |
| 第8話  | 6月30日           | 飛べ飛べ シャボン玉      | 押川国秋     | 長野卓   | 根岸一正 鈴木光枝 靏ひろみ   |
| 第9話  | 7月7日            | 愛のボールをブッ飛ばせ!  | 押川国秋     | 長野卓   | 岡崎友紀 亀谷雅彦 三宅邦子   |
| 第10話 | 7月14日           | 我等のババゴン!!         | 小山内美江子 | 木俣和夫 | 三益愛子 長谷川明男          |

## 出演者
丸数字は第一話クレジット順。
〈陽光学園教職員〉
- 東山敬司 ‐ 猪木豪太郎（国語、バスケットボール部長）①
- 柏木由紀子 ‐ 西村靖子（英語）②
- 佐藤英夫 ‐ 和田次郎（地理）トメ①
- 北沢彪 ‐ 学園長
- 平田昭彦 ‐高井教頭③
- 梅津栄 ‐ 花岡先生⑥
- 平沢公太郎 ‐ 小畑先生⑦
- 美川陽一郎 ‐ 富永先生
- 寄山弘 ‐ 用務員

〈バスケットボール部員〉
- 君島清美 ‐ 林加津江（林伸介の次女）
- 梅田智子 ‐ 大村映子
- 徳永礼子 ‐ 発田ルミ子
- 丹田利由子 ‐ 美佐子
- 藤本真智子 ‐ 重子

〈演劇部員〉
- 後藤ルミ子 ‐ 白川とみ子
- 沢宏美 - 水谷早苗
- 深山雅子 ‐ 川村みどり
- 寺岡弘子 ‐ 町田雪江
- 中沢治夫 ‐ 赤木保
- 鍋谷孝喜 ‐ 三枝行男
- 今村広則 ‐ 田中一郎

〈3年C組生徒〉
- 大谷直 ‐ 柏原守
- 水谷豊 ‐ 中本勇
- 池田忠男 - 野村忠男
- 早川恵  ‐ 南川恵

〈その他の人びと〉
- 名古屋章 ‐ 林伸介（理髪店、豪太郎の下宿先主人）⑤
- 北川めぐみ ‐  林良江（伸介の長女）④
- 浜木綿子 ‐ 紅子（小料理屋女将・ルミ子の姉）
- 関口昭子 ‐ 恵子（小料理屋の従業員）
- 吉川満子 ‐ 和田サキ（和田先生の母親）⑧
- 森川信 ‐ 赤木伝助（保の父、豆腐屋）
- 滝那保代 ‐ 赤木カネ（保の母）
- 太宰久雄　‐ 中本医師（勇の父）
- 田崎潤 ‐ 柏原香俊（守の父、市議会議長）

## スタッフ
- プロデューサー：中根敏雄、高野幹夫、酒井友信
- 音楽：広瀬健次郎
- 脚本：白山進、小山内美江子、押川国秋
- ナレーター：芥川隆行
- 監督：長野卓、木俣和夫

## 主題歌
- 「炎の青春」歌：中原蒼二、作詞：岩谷時子、作曲・編曲：いずみたく
  - 未レコード化。2007年12月発売のCD『これが青春だ～青春ドラマテーマソング大全』（キングレコード　KICS1351）に「第二のテーマ」と共に初音源化された。
- 「炎の青春　第二のテーマ」 歌：中原蒼二、作詞：岩谷時子、作曲・編曲：いずみたく

## 小説化
- 佐々木宏編『炎の青春　正編』　1969年5月20日　ルック社
  - 第6話分まで収録されている。続編は結局刊行されず、1970年1月20日に正編の表記ははずされ、バスケットボール選手が男子選手だったカバー絵も作品の設定と同じ女子選手に変更されて改めて刊行された。よって初版本が2冊あることになる。